# 21612 Челсаґлорія
21612 Челсаґлорія (21612 Chelsagloria) — астероїд головного поясу, відкритий 10 травня 1999 року.
Тіссеранів параметр щодо Юпітера — 3,614.